# Katusha Team/Saison 2011

Trikot 2011

Erfolge und Fahrer des Katusha Teams in der Saison 2011.

## Erfolge in der UCI World Tour
| Datum      | Rennen                          | Fahrer            |
| ---------- | ------------------------------- | ----------------- |
| 4. April   | 1. Etappe Vuelta al País Vasco  | Joaquim Rodríguez |
| 27. April  | 1. Etappe Tour de Romandie      | Pawel Brutt       |
| 11. Juni   | 6. Etappe Critérium du Dauphiné | Joaquim Rodríguez |
| 12. Juni   | 7. Etappe Critérium du Dauphiné | Joaquim Rodríguez |
| 23. August | 4. Etappe Vuelta a España       | Daniel Moreno     |
| 24. August | 5. Etappe Vuelta a España       | Joaquim Rodríguez |
| 27. August | 8. Etappe Vuelta a España       | Joaquim Rodríguez |
| 9. Oktober | 5. Etappe Tour of Beijing       | Denis Galimsjanow |

## Erfolge in derUCI Europe Tour
| Datum         | Rennen                                      | Kat. | Fahrer                |
| ------------- | ------------------------------------------- | ---- | --------------------- |
| 27. Februar   | Classica Sarda                              | 1.1  | Pawel Brutt           |
| 30. März      | 2. Etappe Drei Tage von De Panne            | 2.HC | Denis Galimsjanow     |
| 2. Juni       | 1. Etappe Luxemburg-Rundfahrt               | 2.HC | Denis Galimsjanow     |
| 23. Juni      | Moldawische Meisterschaft – Straßenrennen   | CN   | Aleksandr Pliușkin    |
| 24. Juni      | Russische Meisterschaft – Einzelzeitfahren  | CN   | Michail Ignatjew      |
| 26. Juni      | Russische Meisterschaft – Straßenrennen     | CN   | Pawel Brutt           |
| 26. Juni      | Belarussische Meisterschaft – Straßenrennen | CN   | Aljaksandr Kuschynski |
| 4. August     | 2. Etappe Burgos-Rundfahrt                  | 2.HC | Joaquim Rodríguez     |
| 6. August     | 4. Etappe Burgos-Rundfahrt                  | 2.HC | Daniel Moreno         |
| 3.–7. August  | Gesamtwertung Burgos-Rundfahrt              | 2.HC | Joaquim Rodríguez     |
| 10. September | Paris-Brüssel                               | 1.HC | Denis Galimsjanow     |
| 9. Oktober    | Gran Premio Beghelli                        | 1.1  | Filippo Pozzato       |
| 13. Oktober   | Giro del Piemonte                           | 1.HC | Daniel Moreno         |

## Erfolge in der UCI Oceania Tour
| Datum       | Rennen                    | Kat. | Sieger      |
| ----------- | ------------------------- | ---- | ----------- |
| 15. Oktober | 4. Etappe Herald Sun Tour | 2.1  | Jegor Silin |

## Abgänge – Zugänge
| Zugänge               | Team 2010             | Abgänge              | Team 2011                 |
| --------------------- | --------------------- | -------------------- | ------------------------- |
| Alberto Losada        | Caisse d’Epargne      | Jewgeni Petrow       | Pro Team Astana           |
| Aljaksandr Kuschynski | Liquigas-Doimo        | Marco Bandiera       | Quickstep Cycling Team    |
| Leif Hoste            | Omega Pharma-Lotto    | Robbie McEwen        | Team RadioShack           |
| Daniel Moreno         | Omega Pharma-Lotto    | Danilo Napolitano    | Acqua & Sapone            |
| Luca Paolini          | Acqua & Sapone        | Luca Mazzanti        | Farnese Vini-Neri Sottoli |
| Juri Trofimow         | Bbox Bouygues Télécom | László Bodrogi       | Team Type 1               |
| Wladimir Isajtschew   | Xacobeo Galicia       | Timofei Krizki       | Itera-Katusha             |
| Arkimedes Arguelyes   | Itera-Katjuscha       | Kim Kirchen          | Karriereende              |
| Pjotr Ignatenko       | Itera-Katjuscha       | Alexander Botscharow | Unbekannt                 |
| Alexander Mironow     | Itera-Katjuscha       | Mychajlo Chalilow    | Unbekannt                 |
| Alexander Porsew      | Itera-Katjuscha       | Nikita Jeskow        | Unbekannt                 |
| Danilo Di Luca        | Dopingsperre          | Sergei Klimow        | Unbekannt                 |

## Mannschaft
| Name                  | Geburtstag         | Nationalität |
| --------------------- | ------------------ | ------------ |
| Arkimedes Arguelyes   | 9. Juli 1988       | Russland     |
| Pawel Brutt           | 29. Januar 1982    | Russland     |
| Giampaolo Caruso      | 15. August 1980    | Italien      |
| Danilo Di Luca        | 2. Januar 1976     | Italien      |
| Denis Galimsjanow     | 7. März 1987       | Russland     |
| Wladimir Gussew       | 4. Juli 1982       | Russland     |
| Joan Horrach          | 27. März 1974      | Spanien      |
| Leif Hoste            | 17. Juli 1977      | Belgien      |
| Pjotr Ignatenko       | 27. September 1987 | Russland     |
| Michail Ignatjew      | 7. Mai 1985        | Russland     |
| Wladimir Isajtschew   | 21. April 1986     | Russland     |
| Sergei Iwanow         | 5. März 1975       | Russland     |
| Wladimir Karpez       | 20. September 1980 | Russland     |
| Alexander Kolobnew    | 4. Mai 1981        | Russland     |
| Aljaksandr Kuschynski | 27. Oktober 1979   | Belarus      |
| Alberto Losada        | 28. Februar 1982   | Spanien      |
| Alexander Mironow     | 22. Januar 1984    | Russland     |
| Daniel Moreno         | 5. September 1981  | Spanien      |
| Artjom Owetschkin     | 11. Juli 1986      | Russland     |
| Luca Paolini          | 17. Januar 1977    | Italien      |
| Aleksandr Pliuşkin    | 13. Januar 1987    | Moldau       |
| Alexander Porsew      | 21. Februar 1986   | Russland     |
| Filippo Pozzato       | 10. September 1981 | Italien      |
| Joaquim Rodríguez     | 12. Mai 1979       | Spanien      |
| Jegor Silin           | 25. Juni 1988      | Russland     |
| Juri Trofimow         | 26. Januar 1984    | Russland     |
| Nikolai Trussow       | 2. Juli 1985       | Russland     |
| Stijn Vandenbergh     | 25. April 1984     | Belgien      |
| Maxime Vantomme       | 8. März 1986       | Belgien      |
| Eduard Worganow       | 7. Dezember 1982   | Russland     |